# باب فرگوسن (بازیکن فوتبال)
باب فرگوسن (انگلیسی: Bob Ferguson; ۲۵ ژوئیهٔ ۱۹۱۷ – ۱۷ ژوئن ۲۰۰۶) بازیکن فوتبال اهل بریتانیا بود.
از باشگاه‌هایی که در آن بازی کرده‌است می‌توان به باشگاه فوتبال پیتربورو یونایتد، باشگاه فوتبال میدلزبرو، و باشگاه فوتبال یورک سیتی اشاره کرد.